# Brenner (futebolista)
Brenner Marlos Varanda de Oliveira (Várzea Grande, 1 de março de 1994) é um futebolista brasileiro que atua como atacante. Atualmente joga pelo Nam Định.

## Carreira

### Juventude
Brenner jogou nas categorias de base do Juventude até subir para o time profissional em 2012, ainda com idade de júnior.
No clube da serra gaúcha, Brenner destacou-se marcando 6 gols em 15 jogos disputados na Série C em partidas válidas pelo campeonato de 2015.
No ano seguinte, no Gauchão, foi o vice-artilheiro da competição, mas acabou se lesionando ao final da mesma. Nisso, o jogador foi se recuperar no Internacional, que teria o direito da compra do atacante ao final do tratamento.
Pelo clube, venceu como atleta revelação do Gauchão de 2016.

### Internacional
Em julho de 2016, o Internacional confirma a contratação de Brenner.
No colorado, chegou a disputar apenas duas partidas em 2016, sem nenhum destaque.
No ano seguinte, em sua primeira partida como titular, marcou um dos gols na vitória colorada sobre o Brasil de Pelotas em partida válida pela Primeira Liga de 2017. Só jogaria de novo após duas semanas, entrando durante partida da Copa do Brasil, mas deixando sua marca novamente. 
Nas duas partidas seguintes, contra Passo Fundo no Gauchão e contra Oeste na Copa do Brasil, Brenner seguiu marcando gols e virando titular de Antônio Carlos Zago, que foi treinador do atacante no Juventude.
Voltou a marcar no jogo seguinte, logo em seu primeiro Grenal com a camisa do Inter. Aos 12 minutos da segunda etapa, recebeu de Uendel para deslocar Marcelo Grohe e proporcionar a virada no clássico que terminaria empatado.
Com mais dois gols marcados contra o Sampaio Corrêa no Maranhão, Brenner virou o artilheiro da Copa do Brasil.
Pelo clube gaúcho, foi campeão da Recopa Gaúcha de 2017. Pela equipe B do time, levantou a taça do Super Copa Gaúcha de 2016.

### Botafogo
Em julho de 2017, devido ao jejum de gols pelo Inter somado à contratação de William Pottker pelo colorado, Brenner foi emprestado ao Botafogo até o final de 2018 em negociação que envolveu a contratação de Camilo.
Pela equipe do Rio de Janeiro, foi artilheiro do clube no Campeonato Carioca de Futebol de 2018. Integrou o elenco que venceu o Vasco na final, do campeonato e sagrando-se campeã. Brenner marcou no jogo de ida e converteu o pênalti na disputa em penalidades no jogo de volta.
Apesar de ter sido artilheiro da temporada do clube, ao lado de Kieza, ao final da temporada, não houve renovação do contrato. Ao final de seu contrato marcou dezesseis vezes pelo clube carioca em sessenta e quatro partidas disputadas.

### Goiás
Em janeiro de 2019, foi anunciado pelo Goiás. A rápida passagem pelo clube, acabou em maio do mesmo ano. Apesar de boas atuações do jogador no Campeonato Goiano de Futebol de 2019, a equipe foi apenas vice-campeã da competição, sendo derrotada para o Atlético Goianiense.

### Avaí
O jogador teve uma breve passagem pelo Avaí por empréstimo em 2019. Na campanha do brasileiro de 2019, a equipe foi rebaixada e o atleta não emplacou no clube.

### Bangkok United
Em 2020, foi anunciado pelo Bangkok United Football Club, clube de futebol da Tailândia. Devido à Pandemia de COVID-19 na Tailândia, o jogador teve uma rápida passagem pelo clube tailandês.

### Fagiano Okayama
No ano seguinte, foi anunciado como reforço do Fagiano Okayama, clube do Japão. Pela equipe, disputou a J2 League de 2021, a segunda divisão do futebol japonês.

### Remo
Retornou ao Brasil, em 2022, quando foi anunciado pelo Remo. Participou da conquista do campeonato paraense de 2022 pela equipe, sendo ao lado de Bruno Alves, artilheiro do clube pela competição.

### Ituano
Após a passagem vitoriosa pelo Remo, mudou-se para o Ituano, clube do interior do estado de São Paulo. Foi peça importante na reta final da Série B de 2022, onde a equipe paulista terminou em sexto lugar.

### Sporting Cristal
No ano de 2023, defendeu as cores do clube peruano Sporting Cristal, onde realizou uma boa temporada marcando vinte e três gols em quarenta e oito jogos. Garantiu o quarto lugar na Campeonato Peruano de Futebol da Primeira Divisão e disputou a Copa Libertadores da América de 2023, que participou da fase de grupos do campeonato.

### América Mineiro
Atualmente, Brenner joga pelo América Mineiro, após contrato firmado no final de 2023.

## Títulos
Internacional
- Super Copa Gaúcha: 2016[carece de fontes?]
- Recopa Gaúcha: 2017[carece de fontes?]

Botafogo
- Campeonato Carioca: 2018[carece de fontes?]

Remo
- Campeonato Paranaense: 2022[carece de fontes?]

### Prêmios individuais
- Revelação do Campeonato Gaúcho de 2016[carece de fontes?]
- Troféu Craque do Jogo Máxima Parazão Banpará 2022[carece de fontes?]

### Artilharias
- Recopa Gaúcha de 2017 (1 gol)[carece de fontes?]
- Campeonato Gaúcho de 2017 (7 gols)[carece de fontes?]